# Титани, які побудували Америку
«Титани, які побудували Америку» (англ. The Titans That Built America) — це американський шестигодинний міні-серіал докудрама із трьох частин, серіал був вперше показавний на телеканалі History 31 травня 2021 року.[1] Серіал розповідає про життя П’єра С. Дюпона, Волтера Крайслера, Дж.П. Моргана-молодшого, Вільяма Боїнга, Генрі Кайзера, Чарльза Ліндберга, Вільяма С. Кундсена, Джона Раскоба, Едсела Форда та Генрі Форда. Є продовженням докудрами «Люди, які побудували Америку» [2].
Серіал отримав нагороду Realscreen у 2022 році за найкращу програму з історії та біографії.[3] 

## У ролях
- Джеральд Кід — П’єр С. дю Пон
- Грант Мастерс — Генрі Форд
- Кілліан О'Гейрбі — Волтер Крайслер
- Пітер О'Міра — Дж. П. Морган мол.
- Девід Кроулі — Едсель Форд
- Ян Тонер — Вільям Боїнг
- Пітер Гейнор — Генрі Дж. Кайзер
- Чарлі Махер — Чарльз Ліндберг
- Ейдан О'Гейр — Вільям С. Кнудсен
- Джонатан Делані Тайнан — Джон Раскоб
- Грем Вілкінсон — Франклін Д. Рузвельт
- Вінсент Цанг — Вонг Цу